# Zumpango (gemeente)
Zumpango is een gemeente in de Mexicaanse deelstaat Mexico. De hoofdplaats van Zumpango is Zumpango de Ocampo. De gemeente Zumpango heeft een oppervlakte van 84,32 km².
De gemeente heeft 127 988 inwoners (2010). 125 daarvan spreken een indiaanse taal, voornamelijk Nahuatl en Otomí.
Acambay · Acolman · Aculco · Almoloya de Alquisiras · Almoloya de Juárez · Almoloya del Río · Amanalco · Amatepec · Amecameca · Apaxco · Atenco · Atizapán · Atizapán de Zaragoza · Atlacomulco · Atlautla · Axapusco · Ayapango · Calimaya · Capulhuac · Chalco · Chapa de Mota · Chapultepec · Chiautla · Chicoloapan · Chiconcuac · Chimalhuacán · Coacalco de Berriozábal · Coatepec Harinas · Cocotitlán · Coyotepec · Cuautitlán · Cuautitlán Izcalli · Donato Guerra · Ecatepec de Morelos · Ecatzingo · El Oro · Huehuetoca · Hueypoxtla · Huixquilucan · Isidro Fabela · Ixtapaluca · Ixtapan de la Sal · Ixtapan del Oro · Ixtlahuaca · Jaltenco · Jilotepec · Jilotzingo · Jiquipilco · Jocotitlán · Joquicingo · Juchitepec · La Paz · Lerma · Luvianos · Malinalco · Melchor Ocampo · Metepec · Mexicaltzingo · Morelos · Naucalpan · Nextlalpan · Nezahualcóyotl · Nicolás Romero · Nopaltepec · Ocoyoacac · Ocuilán · Otumba · Otzoloapan · Otzolotepec · Ozumba · Papalotla · Polotitlán · Rayón · San Antonio la Isla · San Felipe del Progreso · San José del Rincón · San Martín de las Pirámides · San Mateo Atenco · San Simón de Guerrero · Santo Tomás · Soyaniquilpan de Juárez · Sultepec · Tecamac · Tejupilco · Temamatla · Temascalapa · Temascalcingo · Temascaltepec · Temoaya · Tenancingo · Tenango del Aire · Tenango del Valle · Teoloyucan · Teotihuacan · Tepetlaoxtoc · Tepetlixpa · Tepotzotlán · Tequixquiac · Texcaltitlán · Texcalyacac · Texcoco · Tezoyuca · Tianguistenco · Timilpan · Tlalmanalco · Tlalnepantla de Baz · Tlatlaya · Toluca · Tonanitla · Tonatico · Tultepec · Tultitlán · Valle de Bravo · Valle de Chalco Solidaridad · Villa de Allende · Villa del Carbón · Villa Guerrero · Villa Victoria · Xalatlaco · Xonacatlán · Zacazonapan · Zacualpan · Zinacantepec · Zumpahuacán · Zumpango
- Library of Congress Control Number: no00048083
- Nationale Bibliotheek van Israël: 987007473605305171
- Virtual International Authority File: 209907937